# Dan Petrașincu
Dan Petrașincu (nume inițial: Angelo Moretta, n. 2 iunie 1910, Odessa, Imperiul Rus – d. 1997, Roma, Italia) a fost un antropolog, scriitor și traducător italiano-român.
S-a născut la Odessa dintr-un tată italian și o mamă română. La vârsta de 10 ani s-a mutat cu familia în România, unde a urmat liceul la Râmnicu Sărat și București.
A lucrat ca redactor la „Rampa”, „Adevărul”, „Reporter”, „Lumea românească”, „România literară”.
A scos împreună cu Mihai Șerban și Ieronim Sârbu revista Discobolul (1932-1933).
A tradus din Victor Hugo, Gaston Baty, Wanda Wasilewska și alții.
Din 1950 a locuit în Italia.

## Opera
- Sângele, București, 1935 (Premiul de proză al ziarului „Dimineața”)
- Omul gol, București, 1936 ( rescris ca Omul și fiara, București, 1941)
- Monstrul, București, 1937;  (rescris ca Copilăria cu umbre), București, 1944; ediția București, 1994
- Miracolul, București, 1939
- Junglă, București, 1940
- Edgar Poe, iluminatul, București, 1942
- Cora și dragostea, București, 1943
- Timpuri împlinite, București, 1947
- Un mare poet al libertății: Alexandru Sergheevici Pușkin, București, 1949
- La resa dei conti, Roma, 1957
- Lo spirito dell'India, Roma, 1960 ediția română: Spiritul Indiei (București, 1993)
- Gli dei dell'India, Milano, 1966; ediția I miti indiani, Milano, 1982; ediția română: Mituri indiene (București, 1998)
- Il pensiero Vedanta, Roma, 1968; ediția română: Gândirea Vedanta, (București, 1996)
- La parola e il silenzio, Roma, 1970; ediția română: Cuvântul și tăcerea. O posibilă reconstituire a Logosului cu ajutorul conceptului de Sabda-Sphoța din lingvistica indiană (București, 1994)
- Il Daimon e il superuomo, Roma, 1972; ediția română: Daimon și supraom (București, 1994)
- Aurobindo e il futuro dell'uomo, Roma, 1974
- Il Quinto millennio, Milano, 1979
- I miti delle antiche civilta messicane, Milano, 1984; ediția română: Miturile vechilor civilizații mexicane (București, 1998)
- Miti antichi e mito del progresso. Antropologia del sacro dal paleolitico al nucleare, Genova, 1990; ediția română: Mituri antice și mitul progresului. Antropologia sacrului din paleolitic până în era nucleară (București, 1994)
- 7 miti maya e aztechi e delle antiche civilta messicane, Milano, 1996

## Colecții digitalizate
Colecții digitalizate BCU IAȘI